# Matt Rubano
Matt Rubano, född 10 mars 1977, är en amerikansk musiker, känd som basist i det amerikanska rockbandet Taking Back Sunday.